# Atareco
El atareco, conocido también como gangarro, es un cencerro o campana que se cuelga al cuello a los animales de granja, tales como cabras, ovejas y vacas.
El sonido dependerá del material con el que este hecho el cencerro, y el tamaño deberá ser el adecuado para cada animal. Se suelen poner en el cuello del ganado sujetos con un collar de cuero.

## Materiales
Los materiales utilizados para su fabricación suelen ser:
- Cobre
- Bronce
- Latón
- Mamarre